# Antonio González Gómez
Antonio Ricardo González Gómez, més conegut com a Toni (Puerto de la Cruz, Illes Canàries, 17 de març de 1968) és un jugador canari de futbol, ja retirat. Jugava de defensa central.

## Trajectòria
Sorgit del planter de la seua localitat natal, Toni va passar pel primer equip del Puerto de la Cruz i pel Marino de Los Cristianos abans de ser fitxat pel CD Tenerife.
Debuta amb l'equip A tinefeny a Primera Divisió a la campanya 90/91, on disputa fins a 25 partits i promet certa progressió, que continuaria a l'any següent, on disputaria un partit més, 26, en la màxima categoria. A partir d'aquí, però, la seua carrera va declinar en no poder prendre la titularitat en les dues temporades següents, on amb prou feines hi participa.
El 1995 surt del Tenerife i s'incorpora a l'altre gran equip canari, la UD Las Palmas, on contribueix a treure'l del pou de la Segona Divisió B, però una vegada en la categoria d'argent, el club gran canari va prescindir de Toni que va penjar les botes abans de complir els 30 anys.